# Fritz Fischer (médecin nazi)
Pour les articles homonymes, voir Fischer et Fritz Fischer.
Fritz Fischer, né le 5 octobre 1912 à Berlin et mort en 2003 à Ingelheim am Rhein, est un médecin allemand, membre de la SS, ayant participé aux expérimentations médicales nazies au camp de Ravensbrück, durant la Seconde Guerre mondiale.

## Biographie
Fritz Fischer naît à Berlin le 5 octobre 1912. Il étudie la médecine à Bonn, puis à Berlin, Leipzig et finalement Hambourg, ville où il sort diplômé en 1938. Entretemps il rejoint la SS en 1933, puis le NSDAP en 1937. Après avoir été assistant à l’hôpital Rudolf Virchow, il est affecté en novembre 1939 à l’hôpital de la Waffen-SS de Hohenlychen bei Gebhardt, comme médecin et SS-Untersturmführer. En 1941, il devient médecin des armées au sein de la 1re division SS Leibstandarte Adolf Hitler.
De retour à Hohenlychen à la fin de l’année 1941, il officie à l'hôpital du camp de concentration de Ravensbrück, comme chirurgien assistant de Karl Gebhardt. Il y participe à des expérimentations chirurgicales sur des jeunes femmes polonaises,. Ayant été renvoyé sur le front quelque temps plus tard, il est gravement blessé le 18 août 1944 et doit être amputé du bras droit. Désormais inapte au combat, il est promu SS-Sturmbannführer, puis retourne à Hohenlychen en avril 1945.
Après la guerre, il est jugé au procès des médecins et donne le témoignage suivant des expérimentations médicales effectuées sur les « Lapins » de Ravensbrück: 
« The subject received the conventional anesthetic of morphine-atropine, then evipan ether. An incision was made 5 to 8 centimeters in length and 1 to 1.5 centimeters in depth, on the outside of the lower leg in the area of the peronaeus longus. The bacterial cultures were put indextrose, and the resulting mixture was spread into the wound. The wound was then closed and the limb encased in a cast, which had been prepared, which was lined on the inside with cotton so that in the event of swelling of the affected member the result of the experiment would not be influenced by any factor other than the infection itself[...]interruption of circulation usual in battle casualties could be simulated by tying off the blood vessels at either end of the muscle; »
— Jarosław Gajewski, Regained faith in people

« Le sujet recevait l'anesthésie conventionnelle de morphine-atropine, puis de l'éther evipan. Une incision était pratiquée sur 5 à 8 centimètres de longueur et 1 à 1,5 centimètre de profondeur, sur la face externe de la jambe inférieure, dans la zone du péroné long. Les cultures bactériennes étaient mises dans de l'indextrose, et le mélange obtenu étalé dans la plaie. La plaie était ensuite refermée et le membre enveloppé dans un plâtre, qui avait été préparé, et qui était doublé à l'intérieur avec du coton, de sorte qu'en cas de gonflement du membre affecté, le résultat de l'expérience ne serait influencé par aucun autre facteur que l'infection elle-même [...] l'interruption de la circulation habituelle chez les blessés de guerre pouvait être simulée en ligaturant les vaisseaux sanguins à chaque extrémité du muscle ; »
— Regained faith in people
Il est condamné à la prison à vie le 20 août 1947, est incarcéré à la prison de Landsberg, mais bénéficie d’une réduction de peine et est finalement libéré le 1er avril 1954. Il s’établit alors à Ingelheim am Rhein, où il travaille dans l’usine chimique Boehringer, où il reste jusqu'à sa retraite. Il meurt en 2003. Lorsqu'il est décédé à l'âge de 90 ou 91 ans, il était le dernier survivant connu des personnes accusées lors du procès des médecins.